# La casa (serie di film)
La casa (Evil Dead) è una serie di film horror comedy scritti, diretti e prodotti da Sam Raimi ed interpretati da Bruce Campbell. Le trame dei primi film girano attorno alle storie di alcuni ragazzi che, mentre trascorrono un week-end in uno chalet di montagna, rinvengono il libro dei morti che li trascinerà in un vortice di efferatezza e morte.
Nel 1978 il regista Sam Raimi, con gli amici Bruce Campbell e Robert Tapert, realizza un cortometraggio in 8 mm (intitolato Within the Woods) per ottenere il finanziamento per girare The Evil Dead (1981), film di culto che in Italia verrà distribuito solo nel 1984 con il titolo La casa. Per i due episodi successivi il regista, amante del trio comico statunitense I tre marmittoni, ne omaggia le gesta in diverse scene del film.
La serie, rimasta una trilogia per oltre un ventennio, è proseguita con un remake nel 2013 diretto da Fede Álvarez e poco dopo da una serie televisiva dal titolo Ash vs Evil Dead.
Nel 2023 esce il sequel diretto della trilogia originale, intitolato La casa - Il risveglio del male (Evil Dead Rise), diretto da Lee Cronin e prodotto dal trio Raimi, Campbell e Tapert. Il film vede nuovi protagonisti e funge anche da reboot della saga.
Nel corso del 2024 Sam Raimi annuncia la lavorazione di altri due titoli della serie. Il primo, intitolato Evil Dead Burn e previsto per il 24 luglio 2026, sarà  diretto da Sébastien Vaniček; il secondo, senza ancora un titolo e una data ufficiale, sarà diretto da Francis Galluppi.

## Film
| Film                            | Data di uscita  | Regia           | Sceneggiatura               | Produttori                               |
| Serie originale                 | Serie originale | Serie originale | Serie originale             | Serie originale                          |
| ------------------------------- | --------------- | --------------- | --------------------------- | ---------------------------------------- |
| La casa                         | 15 ottobre 1981 | Sam Raimi       | Sam Raimi                   | Robert Tapert                            |
| La casa 2                       | 13 marzo 1987   | Sam Raimi       | Sam Raimi, Scott Spiegel    | Robert Tapert                            |
| L'armata delle tenebre          | 9 ottobre 1992  | Sam Raimi       | Sam Raimi, Ivan Raimi       | Robert Tapert                            |
| Serie remake                    |                 |                 |                             |                                          |
| La casa                         | 8 marzo 2013    | Fede Álvarez    | Fede Álvarez, Rodo Sayagues | Sam Raimi, Bruce Campbell, Robert Tapert |
| Serie reboot                    |                 |                 |                             |                                          |
| La casa - Il risveglio del male | 15 marzo 2023   | Lee Cronin      | Lee Cronin                  | Robert Tapert                            |

Il primo film della serie è stato girato nel 1979 e distribuito nel 1981. Presenta il protagonista della serie Ash Williams, il libro dei morti e i deadite, corpi posseduti da un'entità sovrannaturale. Nel 1987 esce il seguito, continuando la storia da dove terminava l'ultimo film. All'inizio viene mostrato un riepilogo del capitolo precedente, con una voce che mostra gli orrori della battaglia di Ash con il Necronomicon e i deadite. In questo capitolo assistiamo anche all'introduzione di elementi umoristici che sono arrivati a definire la serie. Nel 1991 è la volta del terzo film della serie, l'ultimo con Ash Williams nel ruolo principale. Distribuito nella primavera del 1993, negli Stati Uniti, racconta di Ash catapultato indietro nel tempo, più precisamente nell'Inghilterra del 1300 d.C. Il film ha attributi horror ma si basa principalmente su elementi slapstick e azione.
Nel 2013 esce un film intitolato nuovamente La casa, il titolo funge sia da riavvio graduale della saga che da continuazione della storia. A differenza dei primi tre film non presenta il personaggio di Ash Williams in un ruolo principale (Ash appare brevemente solo in una scena post-crediti), segue invece le vicende di una nuova protagonista chiamata Mia Allen. Nell'ottobre 2019 Raimi annuncia al Comic Con di New York che un nuovo film era in fase di sviluppo, con Robert Tapert alla produzione e Raimi e Campbell nel ruolo di produttori esecutivi, tutti sotto la loro bandiera Ghost House Pictures. Nel giugno 2020 viene scelto come regista Lee Cronin con una sceneggiatura da lui scritta. Nel maggio 2021 Alyssa Sutherland e Lily Sullivan vengono scelte come protagonista, successivamente si aggiungono al cast Gabrielle Echols, Morgan Davies e Nell Fisher. Intitolato La casa - Il risveglio del male, nella sua versione originale Evil Dead Rise, il film è uscito nelle sale statunitensi il 21 aprile 2023 e un giorno prima in Italia.

## Serie televisiva
| Titolo           | Stagioni | Episodi | Anno        | Produttori                          |
| ---------------- | -------- | ------- | ----------- | ----------------------------------- |
| Ash vs Evil Dead | 3        | 30      | 2015 - 2018 | Sam Raimi, Ivan Raimi, Tom Spezialy |

Nel 2014 è stata annunciata la produzione di una serie televisiva, intitolata Ash vs Evil Dead, con la funzione di sequel dei film della trilogia originale di Raimi, collegandoli più saldamente a quelli nuovi di Alvarez. Bruce Campbell, già protagonista della trilogia originale, ha ripreso i panni di Ash Williams, il quale è il protagonista della serie. Altri attori nel cast principale sono Jill Marie Jones, Ray Santiago, Dana DeLorenzo e Lucy Lawless. La serie è prodotta da Raimi, Campbell e Tapert, già produttore del primo film. Il primo episodio è andato in onda il 31 ottobre 2015.

## Cortometraggi
| Film             | Data di uscita  | Regia     | Sceneggiatura | Produttori                               |
| ---------------- | --------------- | --------- | ------------- | ---------------------------------------- |
| Within the Woods | 30 ottobre 1978 | Sam Raimi | Sam Raimi     | Sam Raimi, Robert Tapert, Bruce Campbell |

Cortometraggio prodotto da Raimi, con gli amici Tapert e Campbell,  prototipo di ciò che poi diverrà La casa. Realizzato con un micro-budget in 8 mm con il fine di proporre la sua idea e ottenere finanziamenti, da produttori e studi, e dar vita al lungometraggio del 1981. Il cortometraggio ebbe uno scarso successo, nonostante ciò la sua realizzazione ha contribuito a generare l'intero franchise.

## Personaggi

### Ash Williams
Ash Williams è il protagonista della serie ed è interpretato dall'attore Bruce Campbell, amico giovanile del regista Sam Raimi e, suo malgrado, rimasto legato alla caratterizzazione di Ash per tutta la vita. Campbell è anche il protagonista del corto del 1978 che diede il "la" alla serie.
Ash sin dal primo capitolo non si dimostra certo un mostro di intelligenza (un idiota, per definizione dello stesso Campbell), ma questo non gli impedirà di essere l'unico a cavarsela alla fine del film. Nel terzo capitolo della serie Ash, ormai con la motosega definitivamente al posto della mano persa nel secondo capitolo, affronta persino un viaggio nel tempo e si troverà ad evocare una formula magica scandendo le parole «Klaatu, Barada, Nikto!» opportunamente storpiate.

## Sequel apocrifi

### La serie cinematografica apocrifa
Dopo l'enorme successo dei film La casa e La casa 2, la Filmirage, casa di produzione italiana di Joe D'Amato, ha realizzato tre film horror incentrati sul tema della casa maledetta. Queste pellicole sono state distribuite, in Italia, con i titoli La casa 3 - Ghosthouse, La casa 4 - Witchcraft e La casa 5, proprio per poter far seguito alla popolarità della serie originale. Questi film sono considerati dei sequel apocrifi, che non hanno nulla in comune con i film di Raimi e nemmeno tra di loro: registi diversi, attori diversi, storie diverse, case diverse. Le tre pellicole sono state distribuite dalla Gruppo Bema di Achille Manzotti in collaborazione con la Artisti Associati, e sono state diffuse nelle sale cinematografiche durante le stagioni estive del 1988, 1989 e 1990.
- La casa 3 - Ghosthouse (Ghosthouse), regia di Umberto Lenzi (1988)
Film del 1988 diretto da Umberto Lenzi (firmatosi Humphrey Humbert) e interpretato da Lara Wendel e Greg Scott. È stato girato in America, nel Massachusetts, con troupe e attori statunitensi. Negli Stati Uniti d'America è stato distribuito con il titolo Ghosthouse.
- La casa 4 - Witchcraft (Witchery), regia di Fabrizio Laurenti (1988)
Film del 1988 diretto da Fabrizio Laurenti (firmatosi Martin Newlin) e interpretato da David Hasselhoff e Linda Blair. Anche questo è stato girato nel Massachusetts con troupe e attori americani. In Europa è stato distribuito come Witchcraft, in Inghilterra in Home video è uscito come Ghosthouse 2, mentre negli Stati Uniti d'America è stato distribuito come Witchery.
- La casa 5 (Beyond Darkness), regia di Claudio Fragasso (1990)
Film del 1990 diretto da Claudio Fragasso (firmatosi Clyde Anderson) e interpretato da David Brandon, Barbara Bingham e Gene LeBrock. Anche qui troupe e attori sono statunitensi. A differenza dei due precedenti, questo terzo film è stato distribuito negli Stati Uniti d'America solo per il mercato Home video con il titolo House 5. Quando Raimi nel 1992 ha prodotto il terzo capitolo ufficiale, Army of Darkness, in Italia non è stato intitolato né La casa 3 né La casa 8, ma è stato tradotto semplicemente il titolo originale, divenendo L'armata delle tenebre.

### Prosecuzione con titoli ingannevoli
Nel corso degli anni, per continuare a sfruttare il successo del franchise, alcuni film della serie statunitense House (formata in tutto da quattro pellicole) sono stati distribuiti in Italia con titoli fuorvianti.
La Life International di Roberto Cimpanelli cambiando i titoli a due di questi film è riuscita, apparentemente, a far proseguire la serie de La casa. Quando nel 1987 è stato prodotto House II: The Second Story, di Ethan Wiley, che è il sequel semi-parodistico di House (quest'ultimo distribuito in Italia col titolo Chi è sepolto in quella casa?), la distribuzione italiana lo ha distribuito come La casa di Helen, sempre con la classica C a forma di falce sulle locandine, spacciandolo per un sequel di La casa 5. The Horror Show di James Isaac, distribuito in Inghilterra nel 1989 come House III (cioè come sequel di House II, anche se le analogie si fermano ai membri della troupe), è stato distribuito nel 1990 in Italia con il titolo La casa 7, sempre dalla Life International di Cimpanelli. Una particolarità di questo film è quella di essere stato distribuito quasi in contemporanea con l'uscita nelle sale de La casa 5, distribuito però dalla Manzotti. Il produttore e distributore Achille Manzotti, infatti, si era già assicurato i diritti sui titoli La casa 6 e La casa 7 e solo in seguito ad una battaglia legale tra i due distributori per The Horror Show è stato scelto il titolo La casa 7 mentre il titolo La casa 6 non venne utilizzato. Per quanto riguarda House IV, il quarto film della serie House, la distribuzione italiana (in questo caso Manzotti e non più Cimpanelli) scelse di intitolarlo House IV - Presenze impalpabili (noto anche con il titolo Chi ha ucciso Roger?).
Nel frattempo, sempre nel 1990, una piccola casa di distribuzione italiana, la Chance Film di Massimo Civilotti, ha acquistato l'horror americano Dream Demon distribuendolo in Italia con il titolo La casa al nº 13 in Horror Street. L'anno precedente, questa stessa casa di distribuzione si era assicurata la distribuzione dell'horror I, Madman diretto da Tibor Takács inizialmente intitolato Sola nel buio ma prima dell'uscita nelle sale il titolo è stato sostituito in Sola... in quella casa. Inoltre il film Buio Omega diretto da Joe d'Amato (Aristide Massaccesi) nel 1979 viene riedito nel 1987 con il titolo In quella casa - Buio Omega, mentre nel 1991 è uscito anche il film televisivo La casa delle anime perdute (diretto da Robert Mandel) in cui il titolo italiano è stato scelto al solo scopo di sfruttare il successo commerciale della stessa serie cinematografica horror. In tutti i casi le locandine hanno subito un profondo cambiamento, optando per una immagine con la solita casa in bella mostra e la lettera "C" a forma di falce nel titolo. Né il titolo, né tanto meno l'immagine dei manifesti, hanno a che vedere con la trama dei film.

## Videogiochi
- The Evil Dead (1984) per Commodore 64, ZX Spectrum e BBC Micro
- Evil Dead: Hail to the King (2000) per PlayStation, Dreamcast e Windows
- Evil Dead: A Fistful of Boomstick (2003) per PlayStation 2 e Xbox
- Evil Dead: Regeneration (2005) per PlayStation 2, Xbox e Windows
- Army of Darkness: Defense (2011) per iOS e Android
- Evil Dead: The Game (2011) per iOS
- Evil Dead: Endless Nightmare (2016) per iOS e Android
- Evil Dead: Virtual Nightmare (2018) per Oculus Go
- Evil Dead: The Game (2022) per Nintendo Switch, PlayStation 4, PlayStation 5, Xbox One, Xbox Series X/S e Windows

Ash Williams appare inoltre come personaggio giocante, insieme a Kelly e Pablo (due personaggi dalla serie televisiva Ash vs Evil Dead), nel gioco Deploy and Destroy, un FPS multigiocatore competitivo disponibile per iOS e Android, come personaggio non giocante in Poker Night 2 di Telltale Games, come sopravvissuto del videogioco survival horror asimmetrico Dead by Daylight e come personaggio di Fortnite Battle Royale.